# Ruby Laffoon
Ruby Laffoon (Madisonville, 15 de janeiro de 1869 — Madisonville, 1 de março de 1941) foi um político norte-americano, tendo sido o 43° governador de Kentucky, servindo de 1931 a 1935.

## Vida
Um nativo de Kentucky, aos 17 anos, Laffoon mudou-se para Washington, DC, para viver com seu tio, Polk Laffoon, representante dos EUA. Ele desenvolveu um interesse por política e voltou para o Kentucky, onde compilou um histórico misto de vitórias e derrotas em eleições nos níveis municipal e estadual. Em 1931, ele foi escolhido como o candidato democrata para governador por uma convenção de indicação, não uma primária, tornando-o o único candidato a governador do Kentucky a ser escolhido por uma convenção após 1903. Na eleição geral, ele derrotou. O republicano William B. Harrison pelo que foi então a maior margem de vitória na história do governador do Kentucky.
Apelidado de "o terrível turco de Madisonville", Laffoon foi confrontado com as dificuldades econômicas da Grande Depressão. Para levantar receita adicional para o tesouro do estado, ele defendeu a promulgação do primeiro imposto sobre vendas do estado. Essa questão dominou a maior parte de seu mandato e dividiu o Partido Democrata do estado e a própria administração de Laffoon. O vice-governador, AB "Happy" Chandler, liderou a luta contra o imposto no legislativo. Depois que o imposto foi derrotado em duas sessões legislativas regulares e uma sessão legislativa especialmente convocada, Laffoon forjou uma aliança bipartidária para aprovar o imposto em uma sessão especial em 1934.

A rivalidade de Laffoon com o vice-governador Chandler continuou ao longo de seu mandato e afetou a corrida para governador de 1935. (Na época, o vice-governador era eleito independentemente do governador.) Com mandato limitado pela constituição do estado, Laffoon apoiou o chefe político Tom Rheapara sucedê-lo como governador e convenceu os democratas a realizar novamente uma convenção de nomeações para escolher seu candidato a governador. Isso teria melhorado muito as chances de Laffoon escolher seu sucessor. Enquanto Laffoon estava em uma visita a Washington, DC, Chandler foi deixado como governador interino de acordo com as disposições da Constituição de Kentucky. Chandler fez uma convocação para uma sessão legislativa especial para considerar um projeto de lei de eleições primárias obrigatórias. Laffoon voltou correndo para o estado para invalidar a chamada, mas o Tribunal de Apelações de Kentuckysustentou-o como constitucional e a lei primária foi aprovada. Chandler derrotou Rhea nas primárias e sucedeu Laffoon como governador. Após seu mandato, Laffoon voltou para sua cidade natal, Madisonville, onde morreu de derrame em 1941. Entre seus legados para governador estava a nomeação de um número recorde de coronéis do Kentucky, incluindo Harland Sanders, que usou o título de "Coronel" quando abriu seu rede de restaurantes Kentucky Fried Chicken.